# Membri del Consiglio degli Stati della XLVIII legislatura
Questa è la lista dei 46 membri del Consiglio degli Stati svizzero per la 48ª legislatura, nominati generalmente nel corso delle elezioni federali in Svizzera del 2007, ed in carica fino al 2011.
I componenti il senato elvetico sono scelti con il sistema elettorale uninominale a doppio turno. Per la prima volta sono entrati a far parte dell'assemblea tre rappresentanti dei partiti ambientalisti.
Per le abbreviazioni, vedi la voce sui partiti politici in Svizzera.
| Cantone              | Consigliere            | Partito | Website                     | Note                                                                                           |
| -------------------- | ---------------------- | ------- | --------------------------- | ---------------------------------------------------------------------------------------------- |
| Canton Argovia       | Christine Egerszegi    | PLR     |                             |                                                                                                |
| Canton Argovia       | Maximilian Reimann     | UDC     |                             |                                                                                                |
| Appenzello Interno   | Ivo Bischofberger      | PPD     |                             |                                                                                                |
| Appenzello Esterno   | Hans Altherr           | PLR     |                             | rieletto                                                                                       |
| Canton Berna         | Simonetta Sommaruga    | PSS     |                             | rieletta                                                                                       |
| Canton Berna         | Werner Luginbühl       | UDC     |                             |                                                                                                |
| Basilea Campagna     | Claude Janiak          | PSS     |                             | ex deputato                                                                                    |
| Basilea Città        | Anita Fetz             | PSS     |                             | rieletta                                                                                       |
| Canton Friburgo      | Urs Schwaller          | PPD     |                             | rieletto                                                                                       |
| Canton Friburgo      | Alain Berset           | PSS     |                             | rieletto, Vicepresidente 2007-2008                                                             |
| Canton Ginevra       | Liliane Maury Pasquier | PSS     |                             |                                                                                                |
| Canton Ginevra       | Robert Cramer          | PES     |                             |                                                                                                |
| Canton Glarona       | Fritz Schiesser        | PLR     |                             | rieletto, si dimette dopo la nomina presso il ETH-Board, e viene sostituito da Pankraz Freitag |
| Canton Glarona       | This Jenny             | UDC     |                             |                                                                                                |
| Canton Grigioni      | Theo Maissen           | PPD     |                             | rieletto                                                                                       |
| Canton Grigioni      | Christoffel Brändli    | UDC     |                             | rieletto, Presidente 2007-2008                                                                 |
| Canton Giura         | Claude Hêche           | PSS     |                             |                                                                                                |
| Canton Giura         | Anne Seydoux-Christe   | PPD     |                             |                                                                                                |
| Canton Lucerna       | Helen Leumann-Würsch   | PLR     |                             | rieletta                                                                                       |
| Canton Lucerna       | Konrad Graber          | PPD     |                             |                                                                                                |
| Canton Neuchâtel     | Didier Burkhalter      | PLR     |                             | ex deputato                                                                                    |
| Canton Neuchâtel     | Gisèle Ory             | PSS     |                             | rieletta                                                                                       |
| Anterselva Superiore | Paul Niederberger      | PPD     |                             |                                                                                                |
| Anterselva Inferiore | Hans Hess              | PLR     |                             | rieletto                                                                                       |
| Canton San Gallo     | Eugen David            | PPD     |                             | rieletto                                                                                       |
| Canton San Gallo     | Erika Forster          | PLR     |                             | rieletta, 2º Vicepresidente 2007-2008                                                          |
| Canton Sciaffusa     | Peter Briner           | PLR     |                             |                                                                                                |
| Canton Sciaffusa     | Hannes Germann         | UDC     |                             | rieletto                                                                                       |
| Canton Soletta       | Rolf Büttiker          | PLR     |                             | rieletto                                                                                       |
| Canton Soletta       | Ernst Leuenberger      | PSS     |                             |                                                                                                |
| Canton Svitto        | Bruno Frick            | PPD     |                             |                                                                                                |
| Canton Svitto        | Alex Kuprecht          | UDC     |                             |                                                                                                |
| Canton Turgovia      | Philipp Stähelin       | PPD     |                             | rieletto                                                                                       |
| Canton Turgovia      | Hermann Bürgi          | UDC     |                             |                                                                                                |
| Canton Ticino        | Filippo Lombardi       | PPD     |                             | rieletto                                                                                       |
| Canton Ticino        | Dick Marty             | PLR     | [ collegamento interrotto ] | rieletto                                                                                       |
| Canton Uri           | Hansheiri Inderkum     | PPD     |                             | rieletto                                                                                       |
| Canton Uri           | Markus Stadler         | PVL     |                             |                                                                                                |
| Canton Vaud          | Luc Recordon           | PES     |                             | ex deputato                                                                                    |
| Canton Vaud          | Géraldine Savary       | PSS     |                             | ex deputata                                                                                    |
| Canton Vallese       | René Imoberdorf        | PPD     |                             |                                                                                                |
| Canton Vallese       | Jean-René Fournier     | PPD     |                             |                                                                                                |
| Canton Zugo          | Peter Bieri            | PPD     |                             |                                                                                                |
| Canton Zugo          | Rolf Schweiger         | PLR     |                             | rieletto                                                                                       |
| Canton Zurigo        | Felix Gutzwiller       | PLR     |                             | ex deputato                                                                                    |
| Canton Zurigo        | Verena Diener          | PVL     |                             |                                                                                                |

| Partito                               | Seggi | Percentuale |
| ------------------------------------- | ----- | ----------- |
| Partito Popolare Democratico          | 15    | 32,6%       |
| Partito Liberale Radicale             | 12    | 26,1%       |
| Partito Socialista Svizzero           | 9     | 19,6%       |
| Unione Democratica di Centro          | 7     | 15,2%       |
| Partito Ecologista Svizzero           | 2     | 4,3%        |
| Partito Verde Liberale della Svizzera | 1     | 2,2%        |
| Legislatura 2007-2011                 | 46    | 100%        |

## Membri subentranti
Membri del Consiglio che sono subentrati a legislatura in corso in loco di consiglieri dimessi o defunti durante il loro mandato.
| Cantone della Confederazione | Consigliere agli Stati | Partito | Website | Note                                                     |
| ---------------------------- | ---------------------- | ------- | ------- | -------------------------------------------------------- |
| Canton Glarona               | Pankraz Freitag        | PLR     |         | eletto nel febbraio 2008 per succedere a Fritz Schiesser |